# Scott Plank
Scott Chapman Plank (ur. 11 listopada 1958 w Waszyngtonie, zm. 24 października 2002 w Los Angeles) – amerykański aktor telewizyjny i filmowy.
Zmarł 24 października 2002 roku, w Los Angeles, z ran odniesionych trzy dni wcześniej w wypadku samochodowym, w wieku 43 lat. Film Kto pod kim dołki kopie... z jego udziałem oraz Sigourney Weaver i Jona Voighta został poświęcony jego pamięci.

## Filmografia

### Filmy fabularne
- 1985: Chór (A Chorus Line) jako tancerz
- 1988: Taniec gwiazd (The In Crowd) jako Dugan
- 1989: Wydarzyło się w Los Angeles (L.A. Takedown) jako Vincent Hanna
- 1989: Na wrogiej ziemi (In Country) jako Dugan
- 1989: Wired jako Herb Axelson
- 1990: Panama Sugar (Panama zucchero) jako Panama
- 1991: Hobby (Pastime) jako Randy Keever
- 1992: Baseballista (Mr. Baseball) jako Ryan Ward
- 1993: Pogoń za prawdą (Dying to Remember) jako inspektor Jeff Alberts
- 1993: Masakra w centrum handlowym (Without Warning: Terror in the Towers) jako Gary Geidel
- 1994: Niewinni i skazani (Saints and Sinners) jako Big Boy
- 1995: Bez dowodów (Without Evidence) jako Kevin Francke
- 1996: Prawo do obrony (Marshal Law) jako Randall Nelson
- 1996: Amerykańskie przybłędy (American Strays) jako Sonny
- 1996: Dziewczyna do towarzystwa (Co-ed Call Girl) jako Ron Tamblin
- 1997: Baza księżycowa (Moonbase) jako John Russell
- 1999: Sekret trzech kobiet (Three Secrets) jako Gil
- 2001: Latający Holender (The Flying Dutchman) jako Ethan
- 2003: Kto pod kim dołki kopie... (Holes) jako Charles „Trout” Walker

### Seriale TV
- 1984–89: Policjanci z Miami (Miami Vice) jako detektyw Glen McIntyre (Red Tape)
- 1989: B.L. Stryker jako Harold Laiken III
- 1991: Synowie i córki (Sons and Daughters) jako Gary Hammersmith
- 1994: Napisała: Morderstwo (Murder, She Wrote) jako Buzz Berkeley
- 1992: Pamiętnik Czerwonego Pantofelka (Red Shoe Diaries) jako Chłopak od basenu
- 1995: Flipper
- 1995: Szeryf (The Marshal) jako Fett
- 1995: Pamiętnik Czerwonego Pantofelka (Red Shoe Diaries) jako Nick
- 1995–1996: Dziwny traf (Strange Luck) jako Eric Sanders / Arthur Vandenberg
- 1996: Niebieski Pacyfik (Pacific Blue) jako Tim Wakefield
- 1997–98: Melrose Place jako Nick Reardon
- 1999: Czarodziejki (Charmed) jako Eric Lohman
- 1998-99: Air America jako Wiley Ferrell
- 1999: Bezpieczna przystań (Safe Harbor) jako diler narkotykowy
- 1999: Ostry dyżur (ER) jako Chris Hunegs
- 2000–2001: Słoneczny patrol (Baywatch) jako Samuel „Sam” Parks
- 2001: V.I.P. jako Dex Decker
- 2001: Nowojorscy gliniarze (NYPD Blue) jako Randy Berryhill
- 2002: CSI: Kryminalne zagadki Las Vegas (CSI: Crime Scene Investigation) jako Eric Kevlin
- 2001–2003: Babski oddział (The Division) jako John Exstead Jr.